# Challenger WTA de Buenos Aires 2024
El WTA Argentina Open 2024 fue un torneo de tenis profesional jugado en canchas de tierra batida. Fue la 4.ª edición del torneo y formó parte de los Torneos WTA 125s en 2024. Se llevó a cabo en Buenos Aires, Argentina, entre el 25 de noviembre al 1 de diciembre de 2024.

## Cabezas de serie

### Individuales
| Tenista           | Ranking | Preclasificada |
| Renata Zarazúa    | 60      | 1              |
| Suzan Lamens      | 86      | 2              |
| María Carlé       | 94      | 3              |
| Mayar Sherif      | 100     | 4              |
| Robin Montgomery  | 106     | 5              |
| Julia Riera       | 113     | 6              |
| Darja Semeņistaja | 121     | 7              |
| Laura Pigossi     | 129     | 5              |
| Varvara Lepchenko | 141     | 9              |

- Ranking del 18 de noviembre de 2024.

### Dobles
| Tenista                        | Ranking | Preclasificada |
| Francisca Jorge Ingrid Martins | 195     | 1              |
| Jessie Aney Amina Anshba       | 238     | 2              |

## Campeonas

### Individuales femeninos
Mayar Sherif venció a  Katarzyna Kawa por 6-3, 4-6, 6-4

### Dobles femenino
Maja Chwalińska /  Katarzyna Kawa vencieron a  Laura Pigossi /  Mayar Sherif por 6-4, 3-6, [10-7]